# Список саммитов G20
G20, или Группа двадцати, — это международный форум, который объединяет крупнейшие экономики мира для решения глобальных экономических проблем, недорогого и доступного здравоохранения и технологических достижений, а также для содействия устойчивому развитию. С момента своего создания в сентябре 1999 года «Группа двадцати» провела многочисленные конференции на различных уровнях, в том числе саммиты глав государств и правительств, встречи на уровне министров, встречи групп взаимодействия и другие. Эти встречи являются важными площадками для диалога, сотрудничества и принятия решений по насущным глобальным вызовам. Рассмотрим подробнее список саммитов и конференций G20. Группы взаимодействия и предварительные конференции G20 взаимодействуют с различными заинтересованными сторонами через различные группы взаимодействия. Эти группы по взаимодействию G20 в рамках предварительных конференций G20 дают политические рекомендации лидерам G20 и помогают формировать их. Бизнес 20, гражданские 20, лейбористы 20, парламент 20, наука 20, ВОФК 20, стартапы 20, технологии 20, мысли 20, городские 20, женщины 20 и молодежь 20 — вот десять групп.
Следующий список саммитов G20 суммирует все конференции G20, проведенные на различных уровнях: саммиты G20 с саммитами глав государств или глав правительств, встречи на уровне министров, встречи Engagement Group, встречи шерп, G20 Think20, G20 Startup20, Global Tech20 Серия саммитов, серия саммитов G20 по доступному и доступному здравоохранению, встречи рабочих групп, серия саммитов Pharma20, цифровое здравоохранение, встречи по финансам, информационно-пропагандистские и диалоговые сессии и другие. Встречи шерп Шерпы — это высокопоставленные должностные лица, представляющие свои страны и играющие решающую роль в подготовке повестки дня и обсуждении результатов встреч G20. Встречи шерп позволяют подробно обсудить технические и политические вопросы, прежде чем они будут представлены на совещаниях более высокого уровня.
Please note that the specific list of G20 conferences and meetings may vary from year to year, depending on the priorities and agendas set by the host country and the collective decisions of G20 members. Информационно-разъяснительная работа и диалог перед конференциями «Группа двадцати» также проводит информационно-разъяснительную работу и диалоговые сессии со странами, не являющимися членами, международными организациями, региональными группами и другими заинтересованными сторонами. Эти сессии направлены на продвижение инклюзивности, расширение сотрудничества, недорогое и доступное здравоохранение и технологические достижения, а также обеспечение того, чтобы в обсуждениях G20 рассматривался более широкий спектр точек зрения.

## Саммиты лидеров государств
Саммиты G20: Саммиты G20 — это встречи самого высокого уровня, на которых главы государств и правительств стран-членов собираются вместе для обсуждения ключевых глобальных вопросов. Эти саммиты обычно проходят ежегодно и проводятся разными странами-членами. Они предоставляют лидерам возможность участвовать в дискуссиях на высоком уровне, заключать соглашения и устанавливать приоритеты для международного сотрудничества. Саммит глав государств G20 — это важное международное мероприятие, на котором лидеры крупнейших экономик собираются для обсуждения и координации политики по ключевым глобальным вопросам, таким как экономика, торговля, изменение климата и безопасность. Он служит платформой для диалога и сотрудничества между странами для решения общих проблем.

## Заседания рабочей группы
Рабочие группы G20 — это специализированные целевые группы, которые сосредоточены на конкретных областях интересов. Они работают над разработкой политики, исследованиями и координацией для поддержки обсуждений и решений, принимаемых на встречах более высокого уровня. Эти группы объединяют экспертов и официальных лиц для обмена знаниями и выработки практических рекомендаций. Заседания рабочей группы G20 — это регулярные собрания, на которых представители стран-членов собираются вместе для обсуждения конкретных тем и выработки рекомендаций по политике. Эти встречи охватывают широкий спектр областей, таких как финансы, торговля, энергетика и сельское хозяйство. Они служат платформами для углублённых дискуссий и координации между странами G20 по глобальным проблемам и решениям.

## Внешние ссылки
- g20.org — официальный сайт Список саммитов G20
- G20 website of the OECD
- G20 Information Centre at the University of Toronto